# Irma Schjött
Irma Schjött (* 18. November 1998 in Stockholm, Schweden) ist eine ehemalige schwedische Handballspielerin, die zuletzt für den dänischen Erstligisten Ikast Håndbold auflief.

## Karriere

### Im Verein
Schjött begann das Handballspielen beim schwedischen Verein Göksten BK. Ihre nächste Station war Eskilstuna Guif. Nachdem die Torhüterin schon ein Jahr bei VästeråsIrsta HF mittrainiert hatte, schloss sie sich im Sommer 2016 diesem Verein an. In ihrer ersten Saison hütete sie in 20 Partien das Tor von VästeråsIrsta in der Svensk HandbollsElit. In der folgenden Spielzeit parierte Schjött 39 % der gegnerischen Würfe, womit sie gemeinsam mit Lucie Satrapová die drittbeste Fangquote in der Svensk HandbollsElit aufwies.
Schjött schloss sich im Jahr 2019 dem Ligakonkurrenten H 65 Höör an. Im Gegensatz VästeråsIrsta, bei dem Schjött die meiste Spielzeit von den Torhüterinnen bestritt, erhielt sie bei Höör hinter Gry Bergdahl die zweitmeisten Spielanteile. Im Februar 2022 wechselte sie zum deutschen Bundesligisten Thüringer HC. Ab der Saison 2023/24 stand sie beim dänischen Erstligisten Ikast Håndbold unter Vertrag. Aufgrund der Folgen von Gehirnerschütterungen, die von Kopftreffern verursacht wurden, musste sie im Januar 2025 ihre Karriere beenden.

### In der Nationalmannschaft
Schjött lief für die schwedische Juniorinnenauswahl auf. Für diese Mannschaft nahm sie an der U-19-Europameisterschaft 2017 und an der U-20-Weltmeisterschaft 2018 teil. Schjött gab im Jahr 2018 ihr Länderspieldebüt für die schwedische A-Nationalmannschaft. Sie nahm mit Schweden an der Weltmeisterschaft 2023 teil und belegte den vierten Platz. Schjött erzielte im Turnierverlauf zwei Treffer und parierte 18 von 31 Würfen. Sie absolvierte 13 Länderspiele.

## Sonstiges
Ihre Schwester Tyra Schjött spielt ebenfalls Handball.